# 셰레이레이
셰레이레이(중국어 간체자: 谢蕾蕾, 정체자: 謝蕾蕾, 병음: Xiè Lěilěi, 한자음: 사뢰뢰, 1998년 12월 1일 ~ )는 중국의 아이돌 가수, 배우이다. 중국의 걸 그룹 GNZ48 Team G의 일원이다. 그리고 연예 기획사 STAR48(丝芭传媒)의 소속 연예인이다.

## 내력
2015년 7월 25일, ‘SNH48 제2회 선발 총선거’에서 SNH48 5기생 중의 한 명으로 공개되었다. 12월 4일, SNH48 Team XII 1st Stage 「극장의 여신」 공연에서 Team XII 멤버로 데뷔하였다. Team XII의 B조로 활동하였으며, 유닛 곡 《캔디》의 ‘센터’ 포지션으로 공연하였다.
2016년 4월 20일, GNZ48으로 이적하여 Team G의 멤버가 되었다. 5월 20일, SNH48 12th EP 《꿈의 섬》에 선발되었다. 7월 30일, ‘SNH48 제3회 선발 총선거’에서 최종 순위 ‘40위’와 GNZ48 TOP 7 부문에서 ‘1위’를 기록하였다. 9월 19일, GNZ48 1st EP 《그대가 모르는 나》에서 ‘센터’ 포지션으로 선발되었다. 10월 12일, SNH48 13th EP 《공주의 망토》의 TOP 48의 곡 《아이요 아이요》의 가창 멤버로 활동하였다.
2017년 1월 16일, GNZ48 2nd EP 《BOOM! BOOM! BOOM!》의 타이틀 곡 《새해 축하해》에서 ‘센터’ 포지션으로 선발되었다. 4월 8일, GNZ48 3rd EP 《I.F》 타이틀 곡 《蒲公英的脚印》에 선발되었다. 7월 29일, ‘SNH48 Group 제4회 선발 총선거’에서 최종 순위 ‘32위’와 GNZ48 TOP 16 부문에서 ‘2위’를 기록하였다.
2018년 7월 28일, ‘SNH48 Group 제5회 선발 총선거’에서 최종 순위 ‘11위’와 GNZ48 TOP 16 부문에서 ‘1위’를 기록하였다.
2019년 3월 29일, GNZ48 8th EP 《HERO》에서 ‘센터’ 포지션으로 선발되었다. 5월 25일, SNH48 24th EP 《그해 여름의 꿈》에 선발되었다. 7월 18일, 웨이보에 중국 광둥성 선전시에 위치한 선전 대학교의 합격 소식을 전했다. 7월 27일, ‘SNH48 Group 제6회 선발 총선거’에서 최종 순위 ‘23위’와 GNZ48 TOP 16 부문에서 ‘6위’를 기록하였다.
2020년 8월 15일, ‘SNH48 Group 제7회 선발 총선거’에서 최종 순위 ‘16위’와 GNZ48 TOP 16 부문에서 ‘3위’를 기록하였다.

## 인물
- 특기는 고전 민속 무용, 인형 뽑기, 멍 때리기이다.
- 취미는 순정 만화 보기, 애니메이션 댄스 추기, 댄스 추기이다.
- GNZ48의 최초 “에이스”와 “센터”이며, “쩐난왕(镇南王)”이라 불린다.
- 장래희망은 전문적인 배우로 거듭나는 것이라고 한다.
- 때때로 바보같고 엉뚱할 때가 있어서, 팬들은 “셰츈츈(谢蠢蠢)”이라고 부른다.
- 캐치프레이즈는 과거 SNH48 Team XII 멤버 당시 사용했던 「안녕하세요, 저는 셰레이레이라고 합니다. 모두들 저를 hana라고 불러주세요.(大家好，我是谢蕾蕾，大家可以叫我hana)」였으며, 현재 GNZ48 Team G 멤버로서는 「감사합니다, 모두들 고마워요, 그리고 잊지마세요. 고마운 렐레를.(谢谢你，谢谢大家，还有别忘了谢谢蕾蕾)」이다.
- 가장 친한 멤버는 돤이쉬안, 장치옹위, 후샤오훼이, 류리페이, 천커, 까오위엔징, 량완린, 리친지에 등이 있다.
- 존경하는 선배는 쥐징이, 쉬자치, 린쓰이, 자오웨 등이 있다.
- 아이돌이라는 사명감과 자신감이 충만하며, “SNH48 Group 제4회 선발 총선거”에서 GNZ48 TOP16에서 “1위”의 자리를 놓친적이 있어, 자신의 핸드폰 배경화면을 GNZ48 TOP16 순위표로 설정해 놓으며, 다시 “1위”를 되찾으려는 노력을 보여주었다.
- 대표적으로 트윈테일로 머리를 묶자, 팬들은 렐레의 헤어스타일로 지정하였다.
- 좋아하는 음식은 객가양삼보(客家酿三宝)와 양날초(酿辣椒)를 좋아한다.

## 참여 곡 목록

### GNZ48 EP
| 장 | 음반 명칭             | 참가 곡 명칭     | 명의       | MV | 각주            |
| -- | --------------------- | ---------------- | ---------- | -- | --------------- |
| 1  | 《그대가 모르는 나》  | 그대가 모르는 나 | 선발       | ★  | 센터            |
| 1  | 《그대가 모르는 나》  | LOVE             | Team G     |    | 천위치와 센터   |
| 1  | 《그대가 모르는 나》  | 자신을 지배하자  | Team G     |    | 센터            |
| 2  | 《BOOM! BOOM! BOOM!》 | 새해 축하해      | 선발       | ★  | 센터            |
| 2  | 《BOOM! BOOM! BOOM!》 | 미래를 개봉하며  | Team G     |    | 센터            |
| 2  | 《BOOM! BOOM! BOOM!》 | 집으로           | GNZ48 TOP7 | ★  | 센터            |
| 3  | 《I.F》               | 민들레의 발자취  | 선발       | ★  |                 |
| 3  | 《I.F》               | Miss Camellia    | Team G     |    | 센터            |
| 4  | 《SAY NO》            | I Know           | Team G     |    |                 |
| 4  | 《SAY NO》            | 꿈틀꿈틀         | 공식CP조   | ★  | 까오위엔징과 CP |
| 5  | 《달콤한 축제》       | 꼭 만날거야      | 선발       | ★  |                 |
| 6  | 《꼭 안아줘》         | 꼭 안아줘        | 선발       |    |                 |
| 7  | 《이 순간 영원히》    | Brave Heart      | 선발       |    | 센터            |
| 8  | 《HERO》              | HERO             | 선발       | ★  | 센터            |

### SNH48 EP
| 장 | 음반 명칭          | 참가 곡 명칭               | 명의                   | MV | 각주 |
| -- | ------------------ | -------------------------- | ---------------------- | -- | ---- |
| 12 | 《꿈의 섬》        | 꿈의 선                    | 선발                   | ★  |      |
| 13 | 《공주의 망토》    | 아이요 아이요              | Next Girls             | ★  |      |
| 13 | 《공주의 망토》    | 희미한 꿈                  | GNZ48 선발             |    | 센터 |
| 16 | 《여름의 레몬선》  | 샤라랑                     | Team G                 |    | 센터 |
| 17 | 《나폴리의 여명》  | 화려한 시대                | Under Girls            | ★  |      |
| 20 | 《숲의 법칙》      | 숲의 법칙                  |                        | ★  |      |
| 20 | 《숲의 법칙》      | 시크릿 가든                |                        | ★  |      |
| 21 | 《마녀의 시》      | 마녀의 시                  | 선발(Top Girls)        | ★  |      |
| 22 | 《이 순간 영원히》 | 새해 축하한다고 말할래     |                        |    |      |
| 24 | 《그해 여름의 꿈》 | 그해 여름의 꿈             | 선발                   | ★  |      |
| 24 | 《그해 여름의 꿈》 | 겁먹지 마                  | GNZ48 선발             |    | 센터 |
| 25 | 《시간의 노래》    | 용감하지 않더라도 용감하게 | 언더 걸즈(Under Girls) | ★  |      |

### 극장 공연 유닛
| 공연 명칭                                                         | 참가 곡 명칭         | 각주                                                                      |
| ----------------------------------------------------------------- | -------------------- | ------------------------------------------------------------------------- |
| “SNH48 Team XII 「극장의 여신」 공연”                             | 캔디                 | 센터; 천위치, 장한샤오와 유닛                                             |
| “GNZ48 Team G 1st Stage 「극장의 여신」 공연”                     | 캔디                 | 센터; 후이잉, 린지아페이와 유닛                                           |
| “GNZ48 Team G 2nd Stage 「마음의 여정」 공연”                     | 지평선               | 센터; 후이잉, 리친지에, 양칭잉, 죠우치엔위와 유닛                         |
| “Team G 3rd Stage 「양면의 아이돌」 공연”                         | 꿈의 카페            | 센터; 천위치, 황리롱과 유닛                                               |
| “Team G 3rd Stage 「양면의 아이돌」 공연”                         | I wanna be your girl | 센터; 천쟈잉, 양칭잉과 유닛                                               |
| “GNZ48 Team G 1st Waiting Stage 「열여덟 개의 빛나는 순간」 공연” | Don’t touch          | 솔로                                                                      |
| “Team G 4th Stage 「Victoria.G」 공연”                            | Luna                 | 솔로                                                                      |
| “Team G 4th Stage 「Victoria.G」 공연”                            | 2차선 도로           | 센터; 천커, 뤄한위에, 린지아페이, 리샨샨, 린즈, 쉬츄원, 정아이지아와 유닛 |

### 콘서트 유닛
| 명칭                                           | 일시     | 참가 곡 명칭      | 각주                                      |
| ---------------------------------------------- | -------- | ----------------- | ----------------------------------------- |
| 2017년                                         |          |                   |                                           |
| “SNH48 제3회 리퀘스트 TIME BEST 50”            | 1월 7일  | 검은 천사         | 홍페이윈, 후샤오훼이와 유닛               |
| 2018년                                         |          |                   |                                           |
| “SNH48 Group 제4회 리퀘스트 TIME BEST 50”      | 2월3일   | 빗속의 피아니스트 | 센터; 루징, 롱이루이와 유닛               |
| “GNZ48 TOP16 PVC 자매간의 사랑 선전 순회 공연” | 10월6일  | 금지된 사랑       | 류리페이와 유닛                           |
| 2019年                                         |          |                   |                                           |
| “SNH48 Group 제5회 리퀘스트 TIME BEST 50]]     | 1월 19일 | 최후의 서광       | 센터; 한지아러, 바이신위, 펑스지아와 유닛 |
| “SNH48 Group 제5회 리퀘스트 TIME BEST 50]]     | 1월 19일 | NaCl              | 센터; 류치엔치엔, 장치옹위, 양위엔위엔    |

## 미디어 출연

### 지상파 드라마
| 일시      | 프로그램 명칭 | 배역   | 성질      | 각주 |
| --------- | ------------- | ------ | --------- | ---- |
| 2018년    | 운석전        | 바이쑤 |           |      |
| 방영 예정 | 세레나데      | 셰이이 | 기타 배역 |      |

### 웹영화
| 상영 일시      | 영상 명칭            | 배역 | 성질      | 각주 |
| -------------- | -------------------- | ---- | --------- | ---- |
| 2018년         | 디 어른께서 오셨다   |      | 우정 출연 |      |
| 2019년 3월 9일 | 폭주의 멍메이 특공대 | 원얼 | 서브 주연 |      |

### 뮤지컬
| 일시   | 프로그램 명칭                    | 배역     | 성질      | 각주 |
| ------ | -------------------------------- | -------- | --------- | ---- |
| 2018년 | 뮤지컬 《양면의 아이돌: 또다른》 | 량멍지에 | 메인 주연 |      |

### 다큐멘터리
| 상영 시간        | 다큐멘터리 명칭                                                | 각주                                                     |
| ---------------- | -------------------------------------------------------------- | -------------------------------------------------------- |
| 2016년 6월 2일   | DOCUMENTARY of SNH48 나란히 날아가자——아이돌 극비 문서 전 기록 | SNH48 제2부 공식 다큐멘터리                              |
| 2017년 6월 3일   | DOCUMENTARY of SNH48 GROUP 나의 마음을 선회하며                | SNH48 제3부 공식 다큐멘터리                              |
| 2017년 7월 18일  | 48분의 7 - GNZ48 청춘 실록                                     | GNZ48 제1부 공식 다큐멘터리                              |
| 2017년 12월 15일 | 꿈을 제조하는 공장 - 소녀 아이돌의 청춘 시크릿                 | 광저우 일간 다큐멘터리                                   |
| 2018년 2월 6일   | GNZ48-아이돌과 팬은 공생의 양성 극장                           | 《삼일기한》 제6편                                       |
| 2018년 2월 6일   | GNZ48-아이돌과 팬은 공생의 양성 극장                           | 《삼일기한》 제6편                                       |
| 2019년 7월 10일  | 미래는 이미 왔는걸                                             | “SNH48 Group 제6회 선발 총선거” 특집 다큐멘터리 (Team G) |